# 施維奴·荷西·簡魯圖
施維奴·荷西·簡魯圖，（英語：Sílvio José Canuto，1977年1月17日—），巴西职业足球运动员，现已退役。

## 連結
- （葡萄牙文） CBF[永久]
- （英文） sambafoot